# Guajará Esporte Clube
El Guajará Esporte Clube es un club de fútbol de la microrregión de Guajará-Mirim, en el estado de Rondonia en Brasil que juega en el Campeonato Rondoniense, la primera división del estado de Rondonia. En 2001 participó por primera vez en la Copa de Brasil, la copa nacional de fútbol.

## Historia
Fue fundado el 31 de octubre de 1952 en el municipio de Guajará-Mirim del estado de Rondonia como la reencarnación del Phoenix Esporte Clube, cinco veces campeón municipal. En sus primeros años pasó como equipo de ligas municipales hasta que en 1998 participa por primera vez en el Campeonato Rondoniense donde terminó en tercer lugar.
En 2000 gana su primer Campeonato Rondoniense venciendo en la final al Genus y con ello logra la clasificación a la Copa de Brasil de 2001, su primera participación en un torneo de escala nacional.
En la Copa de Brasil fue eliminado en la primera ronda por el Rio Branco Football Club del estado de Acre luego de empatar 1-1 el partido de ida y perder 0-1 el de vuelta. En esa temporada en el Campeonato Rondoniense es eliminado en la primera ronda y abandona la liga por 14 años hasta que regresa en 2015.

## Palmarés
- Campeonato Rondoniense (1): 2000